# Rosnoën
Rosnoën (en bretó Rosloc'hen) és un municipi francès, situat a la regió de Bretanya, al departament de Finisterre. L'any 2006 tenia 943 habitants.

## Demografia
| 1962                                       | 1968 | 1975 | 1982 | 1990 | 1999 |
| ------------------------------------------ | ---- | ---- | ---- | ---- | ---- |
| 932                                        | 812  | 725  | 692  | 802  | 835  |
| Des de 1962: població sense dobles comptes |      |      |      |      |      |

## Administració
| Període | Identitat    | Partit |
| ------- | ------------ | ------ |
| 2001-   | Gérard Viard |        |